# Jules Sitruk
Jules Sitruk(Les Lilas, 16 de Abril de 1990) é um ator francês, conhecido por filmes como Monsieur Batignole, Son of Rambow e, mais recentemente, O Filho do Outro.

## Biografia
Jules Sitruk nasceu em Les Lilas, França. Seu pai, Joseph Sitruk, foi um importante rabino-chefe daquela nação. Jules é parente do ator Olivier Sitruk.

## Carreira
A carreira de Sitruk começou aos 8 anos de idade e estende-se até os dias atuais, tendo sido responsável pelo direcionamento dos estudos do ator, que cursou o Liceu Henri-Bergson, em Paris, de onde projetou-se também o ator Vincent Cassel(filho do famoso ator Jean-Pierre Cassel). Sitruk já contabilizou 12 filmes e diversas participações em séries de televisão francesas. Narrou também o aclamado documentário A Marcha dos Pingüins, vencedor do Oscar de 2006.
Em 2012 interpretou o jovem judeu-israelense Joseph Silberg, no drama francês O Filho do Outro, dirigido por Lorraine Lévy, que vive um drama ao descobrir ter sido trocado - ainda na maternidade - com um bebê palestino.

## Filmografia
- O Filho do Outro (2012)
- Mon père est femme de ménage (2011)
- Nos résistances (2011)
- Une nuit qu'il était à se morfondre (2009 (curta-metragem)
- Son of Rambow (2007)
- Les aiguilles rouges (2005)
- Viper in the Fist (2004)
- I, Cesar (2003)
- Haute Pierre (2002)
- Monsieur Batignole (2002)
- Sauveur Giordano (2001) (série)
- Le pain (2001) (curta-metragem)
- Docteur Sylvestre (2001) (série)
- Without Family (2000)
- C.I.D. (2000) (série)
- L'ange tombé du ciel (1999)